# رضا أباد سرهنغ
رضا أباد سرهنغ (بالفارسية: رضاآباد سرهنگ) هي قرية تقع في قسم تشناران الريفي (مقاطعة تشناران) في إيران. يقدر عدد سكانها بـ 312 نسمة .